# هليل بيهليفان
هليل بيهليفان (بالتركية: Halil İbrahim Pehlivan)‏ (16 يناير 1993 بأنقرة في تركيا - ) هو لاعب كرة قدم تركي في مركز الدفاع. لعب مع أوفتاس سبور وغنتشلربيرليغي.

## وصلات خارجية
- هليل بيهليفان على موقع اتحاد تركيا (لاعب) (الإنجليزية)
- هليل بيهليفان على موقع قاعدة بيانات كرة القدم.إي يو (الإنجليزية)
- هليل بيهليفان على موقع Soccerway.com (الإنجليزية)
- هليل بيهليفان على موقع عالم كرة القدم.نت (الإنجليزية)